# 观音阁镇 (博罗县)
观音阁镇，是中华人民共和国广东省惠州市博罗县下辖的一个乡镇级行政单位。

## 行政区划
观音阁镇下辖以下地区：
观音阁社区、棠下村、南坑村、砂岭村、伍塘村、联星村、南村、彭村、柏湖村、十字路村、菱湖村、杨村、泳新村、桂岭村和塘角村。

## 特产
观音阁花生：中国地理标志产品。